# Go-Komatsu

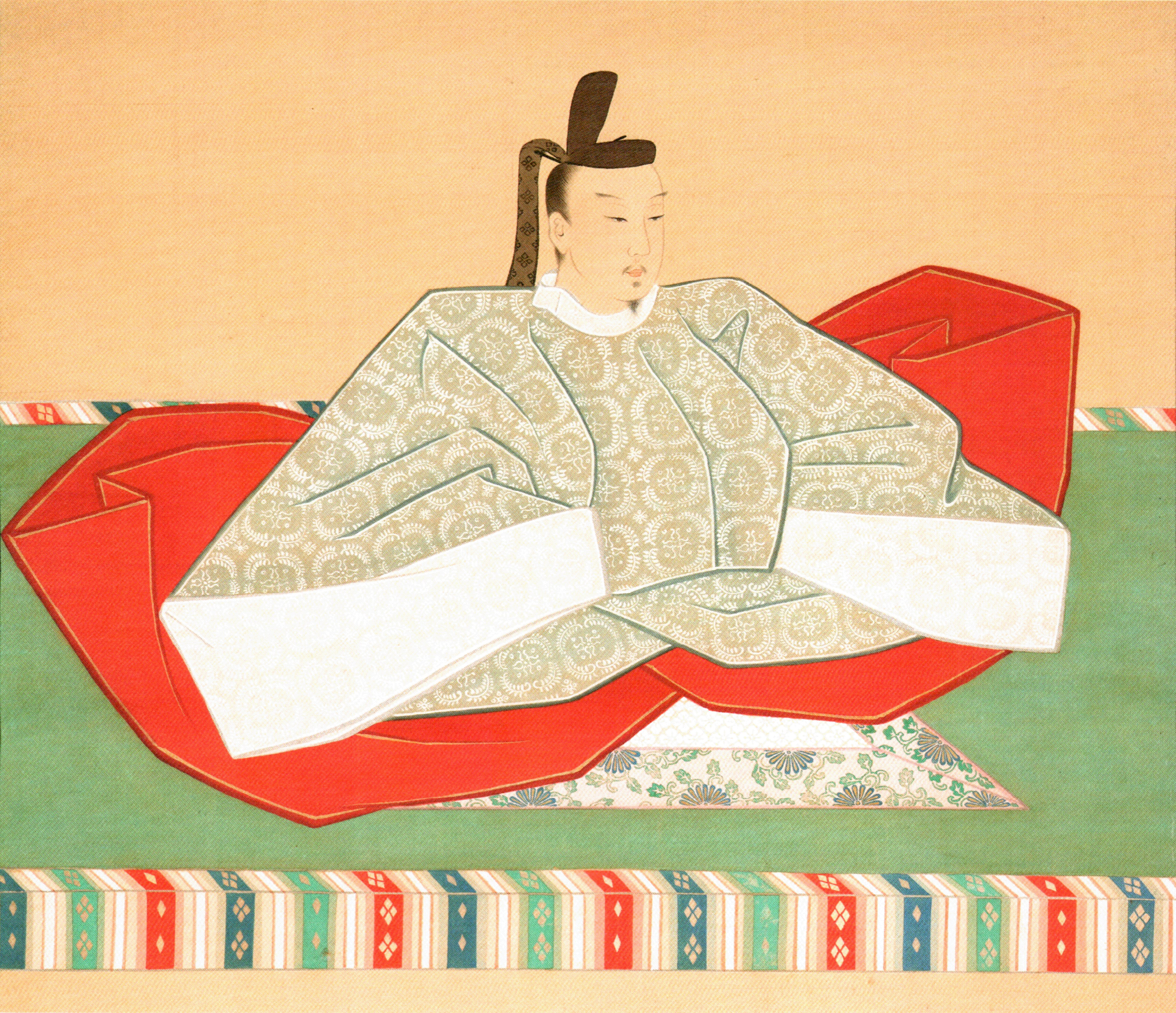
Go-Komatsu

Kaiser Go-Komatsu (jap. 後小松天皇, Go-Komatsu-tennō; * 1. August 1377; † 1. Dezember 1433) war der 100. Tennō von Japan (21. Oktober 1392–5. Oktober 1412).

## Leben und Wirken
Für die Zeit vom 24. Mai 1382 bis zur Abdankung Kaiser Go-Kameyamas am 21. Oktober 1392 wird Go-Komatsu oft als Gegenkaiser angesehen. Sein Eigenname war Motohito (幹仁). Er war auch der letzte Kaiser des so genannten nördlichen Hofes. Im Jahre 1392 gelang es Shogun Ashikaga Yoshimitsu durch ein Versprechen die beiden kaiserlichen Höfe zu einen und damit den Krieg zwischen Nord- und Südhof zu beenden. Yoshimitsu gab das Versprechen, dass die Amtsinhaber sich zwischen beiden Linien abwechseln sollten. Dieser Plan wurde jedoch nie durchgeführt. In seiner Zeit endete der Parallelismus der zwei konkurrierenden kaiserlichen Höfe. 
Im Jahr 1408 kam Kaiser Go-Komatsu nach Kitayama zu Besuch beim Shogun. Zu diesem Anlass ließ Yoshimitsu eine große Zeremonie und ein prachtvolles Fest veranstalten. Dieser Besuch wird heute als „kaiserlicher Besuch in Kitayama“ bezeichnet und war damals ein besonderes Ereignis. 
Go-Komatsus Nachfolger wurde 1412 sein Sohn, Kaiser Shōkō.
Der bekannte Zen-buddhistische Mönch Ikkyū Sōjun war vermutlich sein anderer Sohn.